# منتخب الجبل الأسود لسباعيات الرغبي
منتخب الجبل الأسود لسباعيات الرغبي هو ممثل الجبل الأسود الرسمي في المنافسات الدولية في اتحاد الرغبي .

## وصلات خارجية
- الموقع الرسمي